# Občinska knjižnica Gornja Radgona
Občinska knjižnica Gornja Radgona je splošna knjižnica s sedežem na Trgu svobode 4 (Gornja Radgona); deluje v sklopu Ljudske univerze Gornja Radgona.